# L'Amour en quatrième vitesse
Pour plus de détails, voir Fiche technique et Distribution.
L'Amour en quatrième vitesse (titre original : Viva Las Vegas) est un film musical américain réalisé par George Sidney, sorti en en 1964.

## Synopsis
Lucky Jackson, inscrit au Grand Prix automobile de Las Vegas (Nevada), fait la connaissance d'un concurrent, le comte Elmo Mancini. Au garage où ils préparent leurs véhicules, les deux hommes rencontrent la séduisante Rusty Martin dont ils s'éprennent aussitôt. Ignorant son identité et croyant qu'elle travaille dans un night-club, ils vont la rechercher toute la nuit dans les établissements de la ville, avant de la retrouver le lendemain.

## Fiche technique
- Titre original : Viva Las Vegas
- Titre français : L'Amour en quatrième vitesse
- Réalisation : George Sidney
- Scénario : Sally Benson
- Direction artistique : George W. Davis et Edward C. Carfagno
- Décors de plateau : Henry Grace et George R. Nelson
- Costumes : Donfeld
- Photographie : Joseph F. Biroc
- Montage : John McSweeney Jr.
- Musique : George Stoll
- Chorégraphe : David Winters
- Producteurs: Jack Cummings et George Sidney
- Société de production : Metro-Goldwyn-Mayer
- Format : Couleurs (Metrocolor) - 35 mm (Panavision)
- Durée : 85 minutes
- Genre : Film musical et comédie
- Dates de sortie : 
  - États-Unis : 20 mai 1964
  - France :  28 juillet 1965
- Affiches : Roger Soubie (France), Enzo Nistri (Italie)

## Distribution
- Elvis Presley (VF : Hubert Noël) : Lucky Jackson
- Ann-Margret (VF : Nicole Favart) : Rusty Martin
- Cesare Danova (VF : Jean-Louis Jemma) : Le comte Elmo Mancini
- William Demarest (VF : Lucien Bryonne) : M. Martin
- Nicky Blair : Shorty Farnsworth

Et, parmi les acteurs non crédités :
- Robert Williams (VF : Jean Berton) : Le garagiste Swanson
- Ivan Triesault (VF : Raoul Curet) : Le maître d'hôtel
- Roy Engel (VF : Henry Djanik) : Baker
- Bob Nash (VF : Jean Violette) : Big Gus Olson
- Alan Fordney (VF : Jean-Henri Chambois) : l'annonceur du premier grand prix automobile de Las Vegas
- Barnaby Hale : Le mécanicien
- Francis Ravel : François
- Teri Garr : Une showgirl

## Chansons du film
- "Viva Las Vegas" : interprété par Elvis Presley
- "The Yellow Rose of Texas/The Eyes of Texas" : interprété par Elvis Presley
- "The Lady Loves Me" : interprété par Elvis Presley et Ann-Margret
- "C'mon Everybody" : interprété par Elvis Presley
- "Today, Tomorrow and Forever" : interprété par Elvis Presley
- "The Climb" : interprété par un groupe vocal
- "What'd I Say" : interprété par Elvis Presley
- "Santa Lucia" : interprété par Elvis Presley
- "If You Think I Don't Need You" : interprété par Elvis Presley
- "Appreciation" : interprété par Ann-Margret
- "I Need Somebody to Lean On" : interprété par Elvis Presley
- "My Rival" : interprété par Ann-Margret